# Эрлен (Тургау)
Эрлен (нем. Erlen TG) — коммуна в Швейцарии, в кантоне Тургау.
С 2011 года входит в состав округа Вайнфельден (ранее входила в округ Бишофсцелль). Население составляет 3078 человек (на 31 декабря 2007 года). Официальный код — 4476.

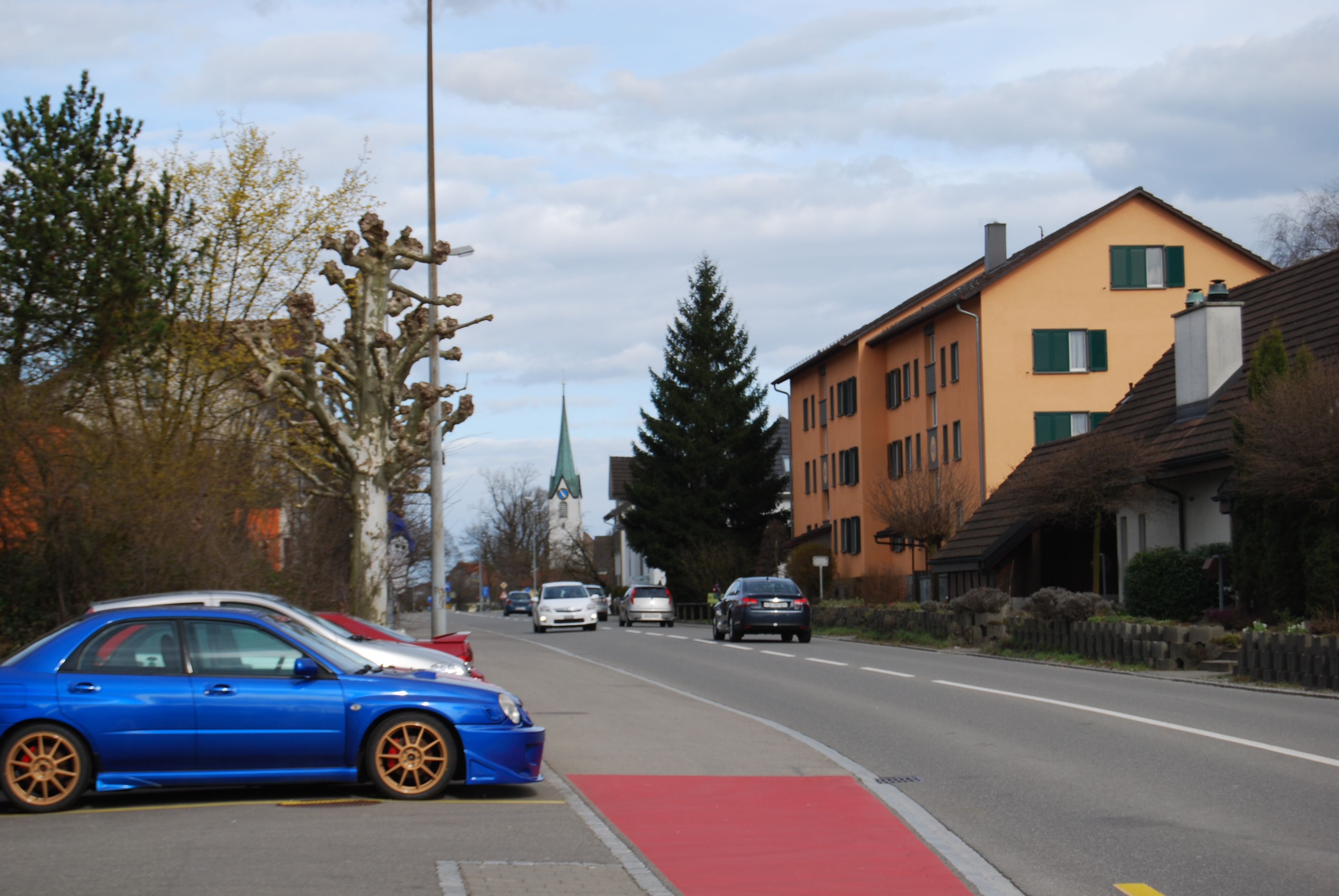
Эрлен (Тургау)